# Tropidia
 Tropidia – rodzaj roślin z rodziny storczykowatych (Orchidaceae). Obejmuje 33 gatunki. Zasięg rodzaju obejmuje Azję Południowo-Wschodnią, gdzie występuje najwięcej gatunków, kilka rośnie w Australii i Oceanii, a jeden także w Ameryce Południowej i Środkowej. Przedstawiciele rodzaju występują w południowo-wschodnich i południowo-centralnych Chinach w prowincjach Hajnan oraz w Tybecie, w Japonii, Tajwanie, w indyjskim stanie Asam, w Bangladeszu, na Sri Lance, w Kambodży, Laosie, Tajlandii, Wietnamie, Mjanmie, na Jawie i Borneo, Filipinach, Sumatrze, w Nowej Gwinei, w północnych stanach Australii, Samoa, Vanuatu. Jeden gatunek z tego rodzaju (Tropidia polystachya) występuje także w Ameryce Południowej i Środkowej, w takich krajach jak: Meksyk, Kuba, Bahamy, Dominikana, Haiti, Jamajka, Portoryko, Gwatemala, Honduras, Nikaragua, Wenezuela, Kolumbia, Ekwador, w tym na Wyspach Galapagos.
Rośliny z rodzaju Tropidia są storczykami naziemnymi rosnącymi w runie cienistych lasów, zwykle wśród opadłych liści oraz na glebach gliniastych. Dwa gatunki są bezlistne i bez chlorofilu – czerpią substancje odżywcze od grzybów, na których pasożytują. Związki z grzybami są przypisywane także innym gatunkom posiadającym specyficzne, bulwkowate zgrubienia na korzeniach. 
W 1984 Lawler zaobserwował, że wywar z korzeni gatunku Tropidia curculigoides w Azji jest wykorzystywany do leczenia biegunki, zaś wywar z całej rośliny do leczenia malarii.

## Morfologia
PokrójRośliny naziemne, zielone lub bez chlorofilu. Rozrastają się za pomocą tęgich, ale krótkich kłączy, stąd zwykle tworzą kępy. Korzenie drutowate, włókniste, rozgałęzione, czasem ze zgrubieniami. Łodyga sztywna (trzcinowata), gładka, wyprostowana i często rozgałęziona.
LiścieJajowate do wąskolancetowatych, zaostrzone, od dwóch do kilku. U nasady zwężone w formę pochwy obejmującej łodygę.
KwiatySkupione po kilka do wielu w szczytowych, rzadziej wyrastających z kątów górnych liści i raczej krótkich kwiatostanach groniastych lub wiechowatych. Kwiaty są odwrócone lub nie, raczej niewielkie. Listki okwiatu podobnej długości, boczne często stykają się na pewnej długości. Warżka z krótką ostrogą lub bez, łódeczkowata, często przewężona w środku, z częścią wierzchołkową (epichilem) rozszerzoną, zaostrzoną i mniej lub bardziej podwiniętą. Prętosłup krótki, prosty, krótszy od warżki, z okazałym rostellum. Pylnik wzniesiony, złożony z dwóch dwudzielnych pyłkowin umocowanych na małym, jajowatym viscidium. Zalążnia cylindryczna.
OwoceCylindryczno-jajowate torebki z sześcioma żebrami.

## Systematyka
Rodzaj sklasyfikowany do plemienia Tropidieae, podrodzina epidendronowe (Epidendroideae), rodzina storczykowate (Orchidaceae), rząd szparagowce (Asparagales) w obrębie roślin jednoliściennych.
Wykaz gatunków
- Tropidia angulosa (Lindl.) Blume
- Tropidia bambusifolia (Thwaites) Trimen
- Tropidia connata J.J.Wood & A.Lamb
- Tropidia corymbioides Schltr.
- Tropidia curculigoides Lindl.
- Tropidia disticha Schltr.
- Tropidia effusa Rchb.f.
- Tropidia emeishanica K.Y.Lang
- Tropidia formosana Rolfe ex Hemsl.
- Tropidia gracilis Schltr.
- Tropidia hegderaoi S.Misra
- Tropidia janowskyi J.J.Sm.
- Tropidia kjellbergii Ormerod & Juswara
- Tropidia maxwellii Ormerod
- Tropidia mindanaensis Ames
- Tropidia mindorensis Ames
- Tropidia multiflora J.J.Sm.
- Tropidia multinervis Schltr.
- Tropidia nagamasui (Tsukaya, M.Nakaj. & H.Okada) Ormerod & Juswara
- Tropidia namasiae C.K.Liao, T.P.Lin & M.S.Tang
- Tropidia nipponica Masam.
- Tropidia pedunculata Blume
- Tropidia polystachya (Sw.) Ames
- Tropidia ramosa J.J.Sm.
- Tropidia reichenbachiana Kraenzl.
- Tropidia robinsonii Ames
- Tropidia saprophytica J.J.Sm.
- Tropidia schlechteriana J.J.Sm.
- Tropidia septemnervis (Schauer) Rchb.f.
- Tropidia similis Schltr.
- Tropidia somae Hayata
- Tropidia territorialis D.L.Jones & M.A.Clem.
- Tropidia viridifusca Kraenzl.